# 八潮 (品川區)
八潮（日语：／ Yashio */?）是東京都品川區的地名。現行行政地名為八潮一丁目至八潮五丁目。已實施住居表示。為大井埠頭北側的區域。此外，大井埠頭南側為大田區東海。郵遞區號140-0003。

## 地理
位於品川區東部。町域東臨東京港，對岸是13號埋立地（江東區青海與港區台場等）。町域南鄰大田區東海。町域北為運河，對岸為品川區東品川，西為京濱運河，對岸為品川區勝島、東品川三丁目、四丁目。
本地是從1939年起開始進行填海工程。1980年訂定地名「八潮」。
與西方的勝島、東品川之間有京濱運河流經。
地域內為工業用地、埠頭用地、貨櫃碼頭、公園、貨物碼頭、團地等。
此外東京都立八潮高等學校是位在東品川，而非八潮。

## 地域內的町名
- 八潮一丁目

地域北部。北部為東京電力大井火力發電所，南部為品川清掃工場。其他為東京港相關設施與相關企業，另有品川區立八潮北公園，西部京濱運河旁有都立京濱運河綠道公園。
- 八潮二丁目

地域東部。鄰接大井貨櫃埠頭，地域內為廣大的泊位與貨櫃碼頭。其規模在日本國內名列前茅。另有各企業的倉庫、冷藏倉庫、物流中心、港灣相關設施。綠地方面有都立貨櫃埠頭公園、品川區立青空棒球場。
- 八潮三丁目

地域中部至中南部。東海道新幹線的大井車輛基地，與JR貨物的東京貨物總站、貨物碼頭等。另有港丘埠頭公園與貨物輸送相關設施。
- 八潮四丁目

地域西南部。內有都立大井埠頭中央海濱公園。
- 八潮五丁目

地域西部。內有廣大的八潮公園城團地。綠地方面有都立京濱運河綠道公園、都立大井埠頭綠道公園、品川區立鹽尻公園，品川區立八潮公園。

## 歷史
原為東品川五丁目地先公有水面埋立地。1980（昭和55年），一～四丁目實施住居表示。1982年（昭和57年）五丁目實施住居表示。

### 地名由來
一說是「八潮路」、「八重の潮路」的縮寫。

## 交通
地域北部有若潮橋通往品川區東品川五丁目。地域西北部有大井北埠頭橋連結東品川三丁目、四丁目。南部有八潮橋（國道357號八潮繞道）。西部有勝島橋與海鷗橋（人道橋）連結勝島。
地域西部有灣岸道路（國道357號）與首都高速灣岸線通過，東京港隧道通往品川區東八潮（13號地）。因町內多埠頭與流通相關設施，大型車流量龐大，地域內的道路也設計成利於大型車往來（如增設車道等）。
軌道運輸方面，因町內沒有鐵路車站，可利用周遭的東京單軌電車羽田線大井競馬場前站與東京臨海高速鐵道臨海線品川海濱站，另外可利用大森站，大井町站，品川站的巴士路線（京濱急行巴士、都營巴士）。尤其地域東部的大井埠頭，的距離較遠，多數人利用巴士前往（品川站的都營巴士）。

## 地域內的公園

### 大井埠頭綠道公園
大井埠頭綠道公園（大井ふ頭緑道公園）是八潮四丁目、五丁目的公園。公園位在八潮公園城東部，是介於八潮公園城、高速道路、東京貨物總站之間的緩衝綠地。步道旁種植樹木與花草，園內水池可觀察自然生態。公園鄰接京濱運河綠道公園。
- 開園年月日：1977年1月20日
- 面積：32,662.00平方公尺
- 交通方式：品川站、大井町站、大森站搭乘巴士（都營巴士品91系統（品川站）、井92系統（大井町站）；京急巴士森22系統（大森站）等）在「八潮東」巴士站下車。東京單軌電車羽田線大井競馬場前站下車步行約15分

### 京濱運河綠道公園
京濱運河綠道公園（京浜運河緑道公園）是八潮一丁目、五丁目的公園。位於大井埠頭西北部至中西部（至八潮公園城為止）的京濱運河沿岸，在東京單軌電車天王洲島站至大井競馬場站之間的對岸約2.5公里。步道旁種植樹木與花草，可垂釣。公園鄰接大井埠頭綠道公園。
- 開園年月日：1975年12月1日
- 面積：64,832.00平方公尺
- 交通方式：品川站、大井町站、大森站搭乘巴士（都營巴士品91系統（品川站）、井92系統（大井町站）；京急巴士 森22系統（大森站）等）至八潮公園城附近的巴士站下車。（如「品川總合福祉中心」），東京單軌電車羽田線、大井競馬場前站下車步行約2分

### 貨櫃埠頭公園
貨櫃埠頭公園（コンテナふ頭公園）是八潮二丁目的公園。以草地為主，另有樹木與遊戲設施。大井埠頭工人在此休憩。
- 開園年月日：1975年12月1日
- 面積：2,510.67平方公尺
- 交通方式：品川站搭乘巴士（都營巴士　品98系統）「四號泊位前」巴士站下車。

## 其他
- 品川區八潮一丁目至三丁目由東京灣岸警察署（江東區青海）管轄，四丁目與五丁目由大井警察署管轄。
- 八潮出身的知名人士有井之原快彦（V6）。

此外，改編自井之原原著的電影《PIKA☆☆NCHI LIFE IS HARD但是HAPPY》、《PIKA☆☆NCHI LIFE IS HARD所以HAPPY》是以八潮為原型（電影裡為八鹽）。

## 備註
1. ↑  世帯と人口‐例月表 【地区別、町丁別、地域センター別】 2013年8月1日現在